# Carla Castro
Pour les articles homonymes, voir Castro.
Carla Castro est une professeure et femme politique portugaise née le 6 avril 1978. Elle est députée de l'Initiative libérale de 2022 à 2024.

## Biographie
De son nom complet Carla Maria Proença de Castro Charters de Azevedo, elle naît le 26 avril 1978.

### Parcours politique

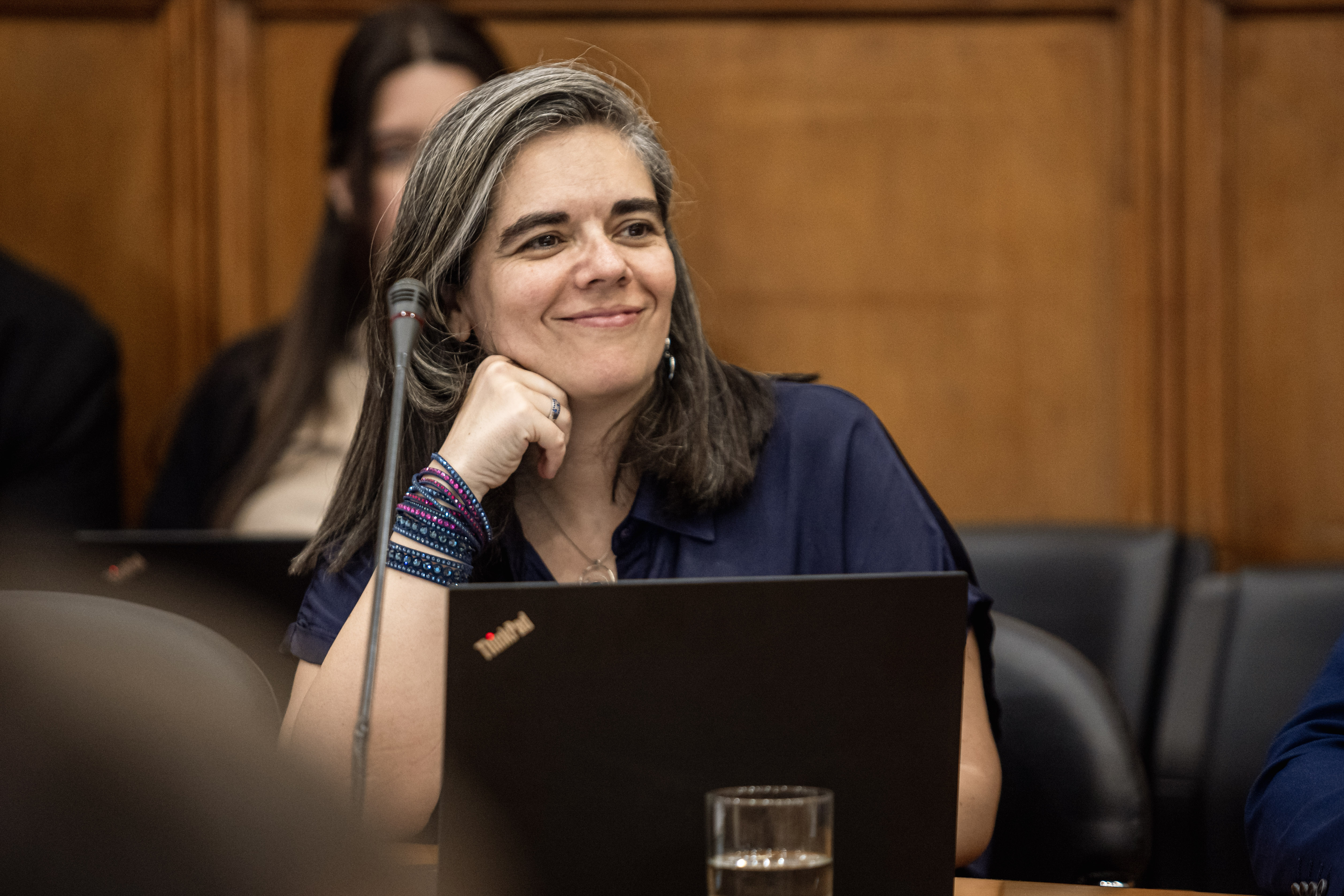
Carla au Parlement en 2022

Elle est membre du comité exécutif de l’Initiative libérale. Lors des élections législatives portugaises de 2022, elle est élue députée à l’Assemblée de la République pour la circonscription de Lisbonne, après avoir été conseillère au bureau du seul député João Cotrim Figueiredo depuis octobre 2019 et coordinatrice du bureau d’études de l’Initiative libérale.